# Provinces du Venezuela
Les provinces du Venezuela sont les divisions administratives utilisées au Venezuela de la colonisation espagnole jusqu'à la fin de la guerre fédérale, où une nouvelle constitution transforme ces subdivisions en états fédérées. Après l'indépendance du Venezuela, il existe 11 provinces, qui atteint son nombre maximum en 1856 lorsque la loi de division territoriale découpe le Venezuela en 21 provinces.

## Avant la déclaration d'indépendance

Carte du Venezuela en 1810

La capitainerie générale du Venezuela est créée en 1777 par l'union des provinces de Nouvelle-Andalousie, de Guyane, de Maracaibo, de Margarita et de Trinidad ; En conséquence, le Venezuela est unifié administrativement, militairement et judiciairement, avec six provinces et Caracas comme capitale. La province de Trinidad est conquise en 1797 par les Britanniques et totalement perdue en 1802.
Jusqu'en 1810, les provinces qui forment la capitainerie générale du Venezuela sont au nombre de six :
- Province de Margarita (créée en 1525)
- Province de Caracas (aussi connu comme province de Venezuela, créée en 1527)
- Province de Nouvelle-Andalousie (créée en 1537)
- Province de Guyane (créé en 1585)
- Province de Maracaibo (créé en 1676)
- Province de Barinas (créé en 1786)

## Indépendance

Carte du Venezuela en 1811

La déclaration d'Indépendance du Venezuela (es) (1811) est signée par les provinces de Caracas, Cumaná (issue de la division de la Nouvelle-Andalousie), Barinas, Margarita, ainsi que les provinces nouvellement créées de Barcelona (es) (issue de Nouvelle-Andalousie), Mérida et Trujillo (es) (issues de Maracaibo), créant ainsi les provinces unies du première République du Venezuela. 
Les trois provinces restantes (Maracaibo, Guayana, et la province nouvellement créé de Coro (es)) choisissent de rester sous domination espagnole. Après la guerre d'indépendance du Venezuela, toutes rejoignent la Grande Colombie formant le département de Venezuela.

## Après la Grande Colombie

Carte du Venezuela en 1830

Carte du Venezuela en 1840

Après la dissolution de la Grande Colombie (es) en 1830, le Venezuela (alors république centralisée, administrativement, militairement et juridiquement unifiée, avec Caracas comme capitale) est composé de 11 provinces (Apure (es), Barcelone, Barinas, Carabobo (es), Caracas, Coro, Cumaná, Guayana, Maracaibo, Margarita et Mérida). En 1835, Trujillo (réincorporé à Maracaibo) et Barquisimeto (es) (séparé de Carabobo (es)) sont créés.
La République du Venezuela compte ainsi 13 provinces en 1840.
- Apure (es) (séparé en 1823 de Barinas)
- Barcelona (es) (séparé en 1811 de Cumaná)
- Province de Barinas
- Barquisimeto (es) (séparé en 1832 de Carabobo)
- Carabobo (es) (séparé en 1823 de Caracas)
- Caracas
- Coro (es) (séparé en 1811 de Caracas)
- Cumaná
- Guyane
- Province de Maracaibo
- Province de Margarita
- Mérida
- Trujillo (es) (séparé en 1811 de Maracaibo)

## Avant la guerre fédérale

Carte du Venezuela en 1856

En 1848 sont créées les provinces de Aragua (es) et de Guárico (es) (toutes deux séparées de celle de Caracas). Les derniers changements dans la division provinciale ont lieu en 1856, lorsque la loi sur la division territoriale découpe le Venezuela en 21 provinces : 
- Amazonas (es) (séparée de Guayana)
- Apure (es)
- Aragua (es)
- Barcelona (es)
- Province de Barinas
- Barquisimeto (es)
- Carabobo (es)
- Caracas
- Cojedes (es) (séparé de Carabobo)
- Coro (es)
- Cumaná
- Guárico (es)
- Guyane
- Province de Maracaibo
- Province de Margarita
- Maturín (es)
- Mérida
- Portuguesa (es)
- Táchira (es)
- Trujillo (es)
- Yaracuy (es)

En 1860, la province d'Amazonas est réintégrée à celle de Guayana et, en 1862, les provinces d'Apure et de Barinas fusionnent pour former celle de Zamora, situation renversée en 1864, juste après la guerre fédérale. Après ce conflit, une nouvelle constitution est promulguée qui transforme ces subdivisions en États fédéraux.